# Klaus Twelker
Klaus Twelker (* 11. Juni 1956 in Iserlohn) ist ein ehemaliger deutscher Eishockeytorwart, der unter anderem für den EC Deilinghofen bzw. ECD Iserlohn in der Bundesliga aktiv war.

## Karriere
Klaus Twelker spielte im Nachwuchs des EC Deilinghofen (ECD), bevor er in der Saison 1975/76 für den ERC Westfalen Dortmund in der Oberliga seine ersten Partien im Herrenbereich absolvierte. Ein Jahr später kehrte er zum ECD zurück, mit dem er in der Spielzeit 1976/77 in die Bundesliga aufstieg. Dort war er gemeinsam mit Herbert Prinz der Ersatzmann für Stammtorhüter Rainer Makatsch.
Ab 1978 stand Twelker zwei Jahre lang im Tor des EHC Essen in der 2. Bundesliga. Im Jahr 1980 kehrte er ein weiteres Mal zum ECD zurück, konnte sich dort aber nicht gegen Čestmír Fous behaupten, sodass er nach der Saison eine Eishockey-Pause einlegte. Im Jahr 1984 schloss er sich – zunächst als Feldspieler – dem EHC Bad Liebenzell an. In der Regionalliga-Saison 1984/85 erzielte er in 29 Spielen zwei Tore und gab zwei Vorlagen. Nach dem Oberliga-Aufstieg stand er ab 1985 zwei Jahre lang im Tor des EHC, bevor er seine Karriere endgültig beendete.

## Erfolge und Auszeichnungen
- 1977 Aufstieg in die Bundesliga mit dem EC Deilinghofen
- 1985 Aufstieg in die Oberliga mit dem EHC Bad Liebenzell

## Familie
Klaus Twelker ist der Vater der Tennisspielerin Kim-Alena Twelker, die unter anderem in der 1. Tennis-Bundesliga aktiv war.